# Tempe (Griechenland)

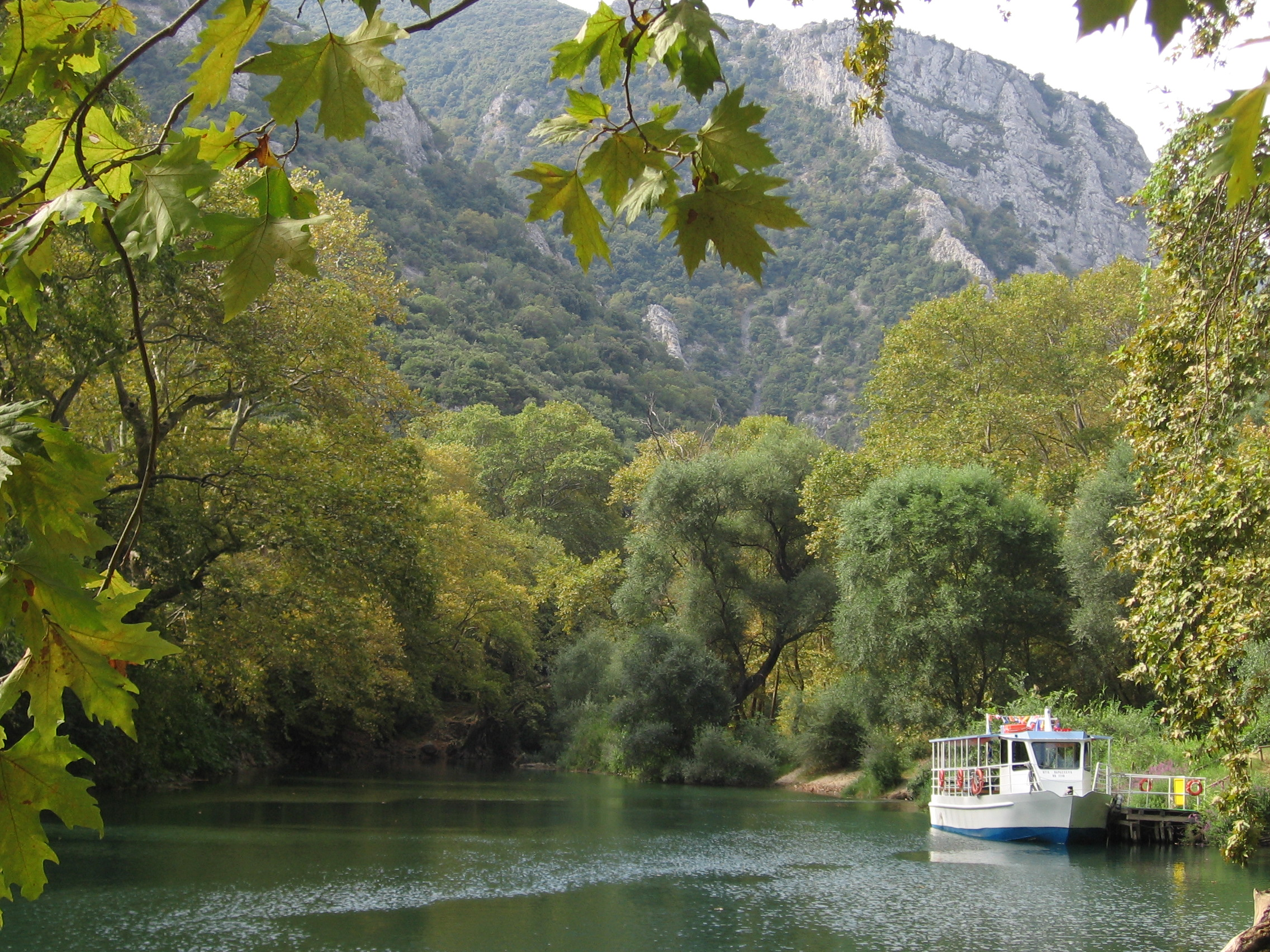
Tempe

Tempe (griechisch Τέμπη, altgriechische Aussprache Tempē, neugriechisch Tembi) heißt das steile Durchbruchstal des Flusses Pinios zwischen Olymp- und Ossa-Gebirge in der griechischen Landschaft Thessalien. Seine Länge beträgt etwa 8 km. An seiner engsten Stelle ist das Tal nur 40 Meter breit. Seit 2011 befindet sich das Tal in der neu geschaffenen, nach ihm benannten Gemeinde Tembi.
Das Tal ist landschaftlich außergewöhnlich schön und ganzjährig grün. Auch im Sommer ist es angenehm kühl. Daher ist es ein beliebtes Ausflugsziel und zeitweise entsprechend überlaufen.
Am östlichen Ende des Tales befand sich in der Antike ein Apollon-Heiligtum. Der Legende nach soll sich Apollon hier von seiner Schuld reingewaschen haben, die er durch die Tötung der in Delphi herrschenden Python auf sich geladen hatte. Dabei verliebte sich Apollon in die Nymphe Daphne, die jedoch in einen Lorbeerstrauch verwandelt wurde. Apollon brach einen Zweig von diesem Strauch ab und brachte ihn nach Delphi, wo er ihn einpflanzte. Zur Ehrung dieses Ereignisses gab es alle acht Jahre eine Prozession von Delphi ins Tempe-Tal. Ein Jüngling unterzog sich einer rituellen Waschung, dann schnitt man Lorbeerzweige und brachte sie nach Delphi.
Ferner soll hier Eurydike an einem Schlangenbiss gestorben sein.
Schon in der archaischen Zeit besaß dieses Tal große strategische Bedeutung, denn hier verlief eine der wichtigsten Straßen zwischen Griechenland und Makedonien. Mehrere wichtige Schlachten wurden hier geschlagen, auch im  Zweiten Weltkrieg war das Tal umkämpft.
Auch heute noch ist das Tal die wichtigste Verbindung von Thessalien nach Makedonien und zum Thermaischen Golf. Durch das Tal verläuft sowohl die griechische Nationalstraße 1 (Europastraße 75) als auch die Hauptmagistrale der griechischen Eisenbahn von Athen nach Thessaloniki, letztere seit 2004 durch den Ausbau der Strecke größtenteils im Tunnel. Da sich der gesamte Straßenverkehr von Athen nach Thessaloniki durch das enge Tal zwängen muss, ereignen sich hier häufig schwere Unfälle. So starben hier 1999 sechs Menschen bei einem Busunglück. 2003 kamen 21 Schüler aus Imathia bei einem weiteren Busunglück ums Leben. Am 17. Dezember 2009 kam es zu einem Erdrutsch, bei dem auch ein italienischer Ingenieur des mit dem Tunnelbau beauftragten Konsortiums ums Leben kam. Am 28. Februar 2023 stießen zwei Züge zusammen. Dabei starben etwa 57 Personen und mehr als 85 wurden verletzt.
An einer Stelle, die Agia Paraskevi genannt wird, befindet sich eine Höhlenkirche im Fels mit einer Quelle, die gerne von Pilgern aufgesucht werden. Sie ist vom Parkplatz über eine Hängebrücke erreichbar.

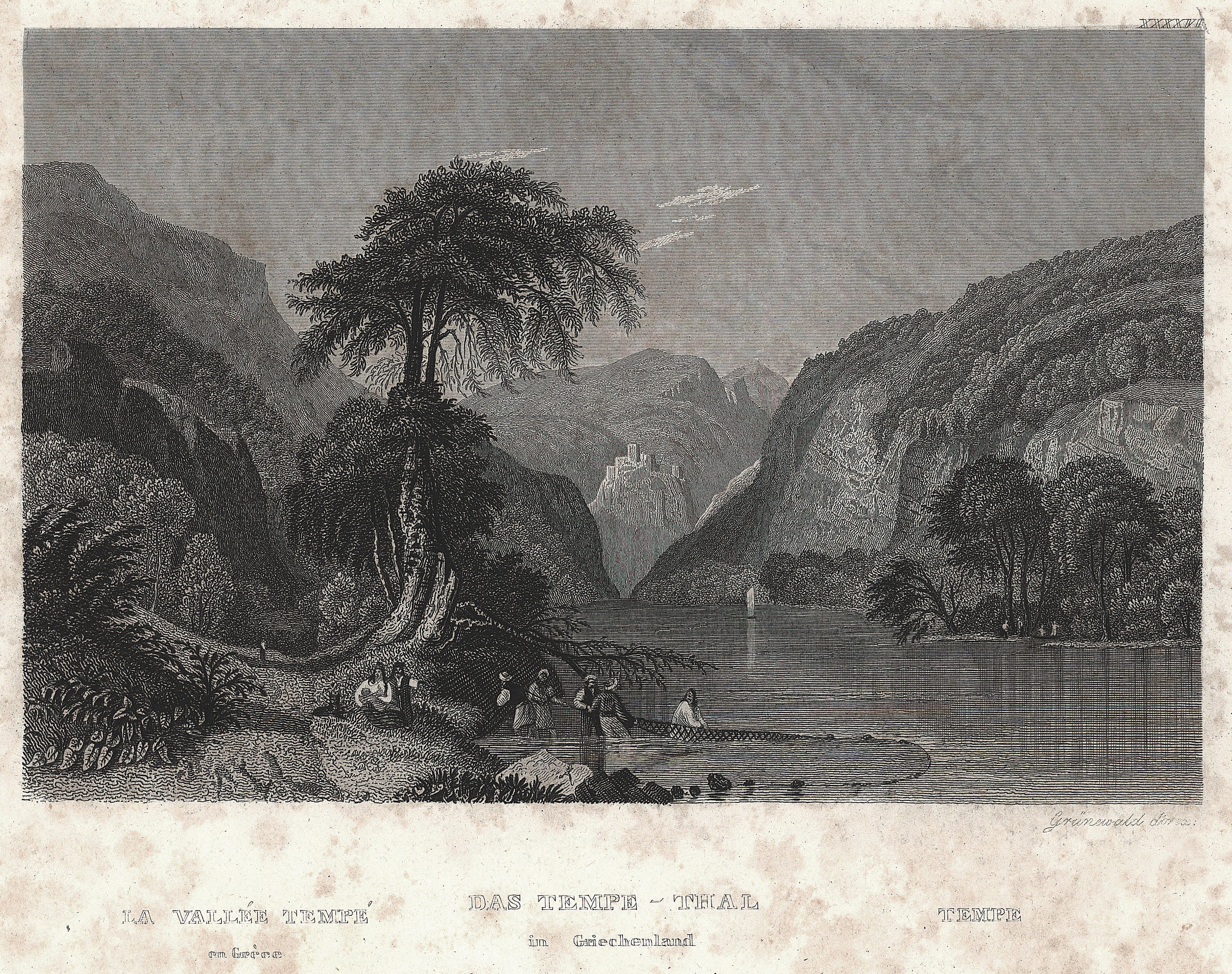
Das Tal im 19. Jh.
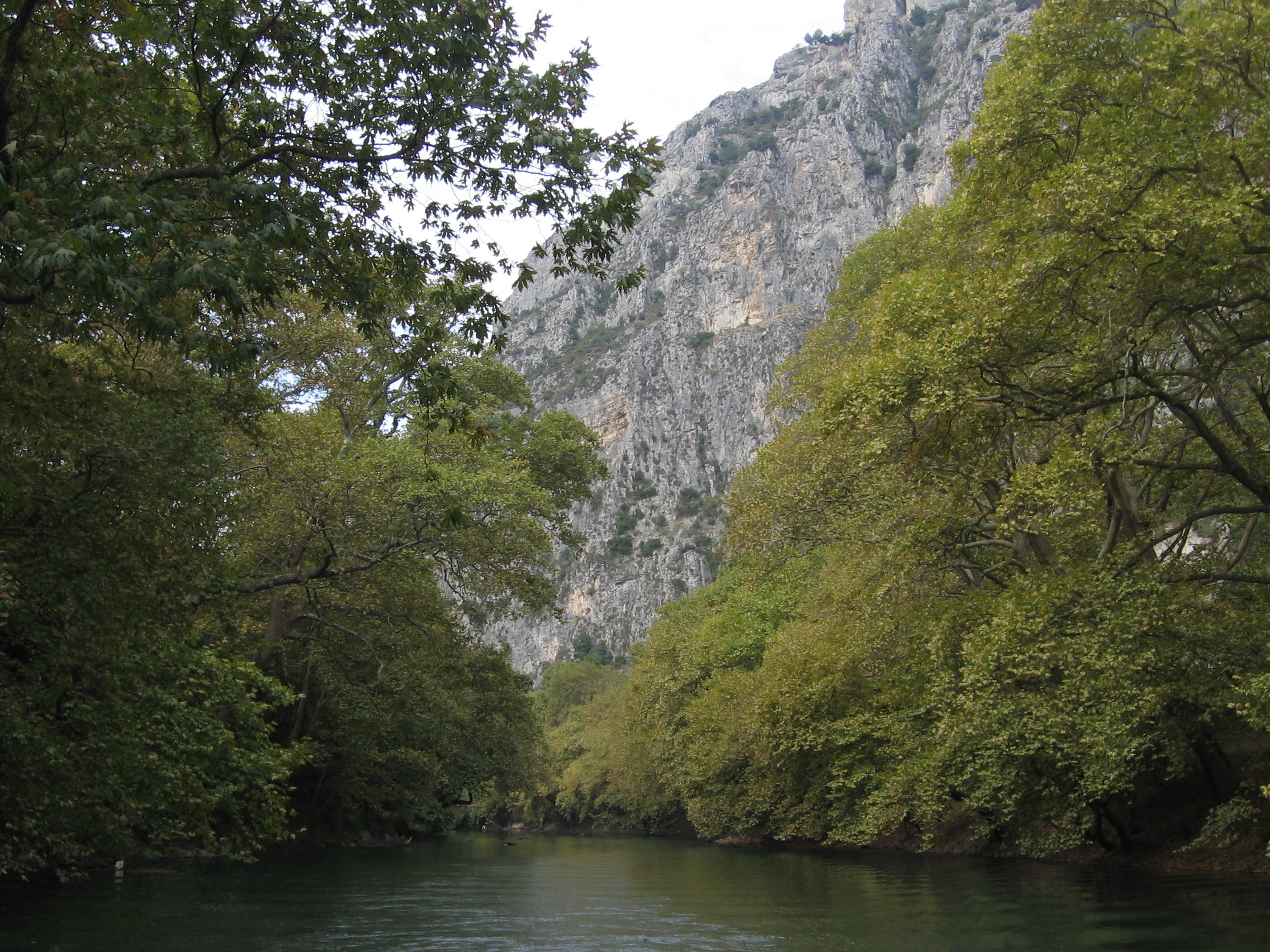
Tempeschlucht vom Fluss aus gesehen
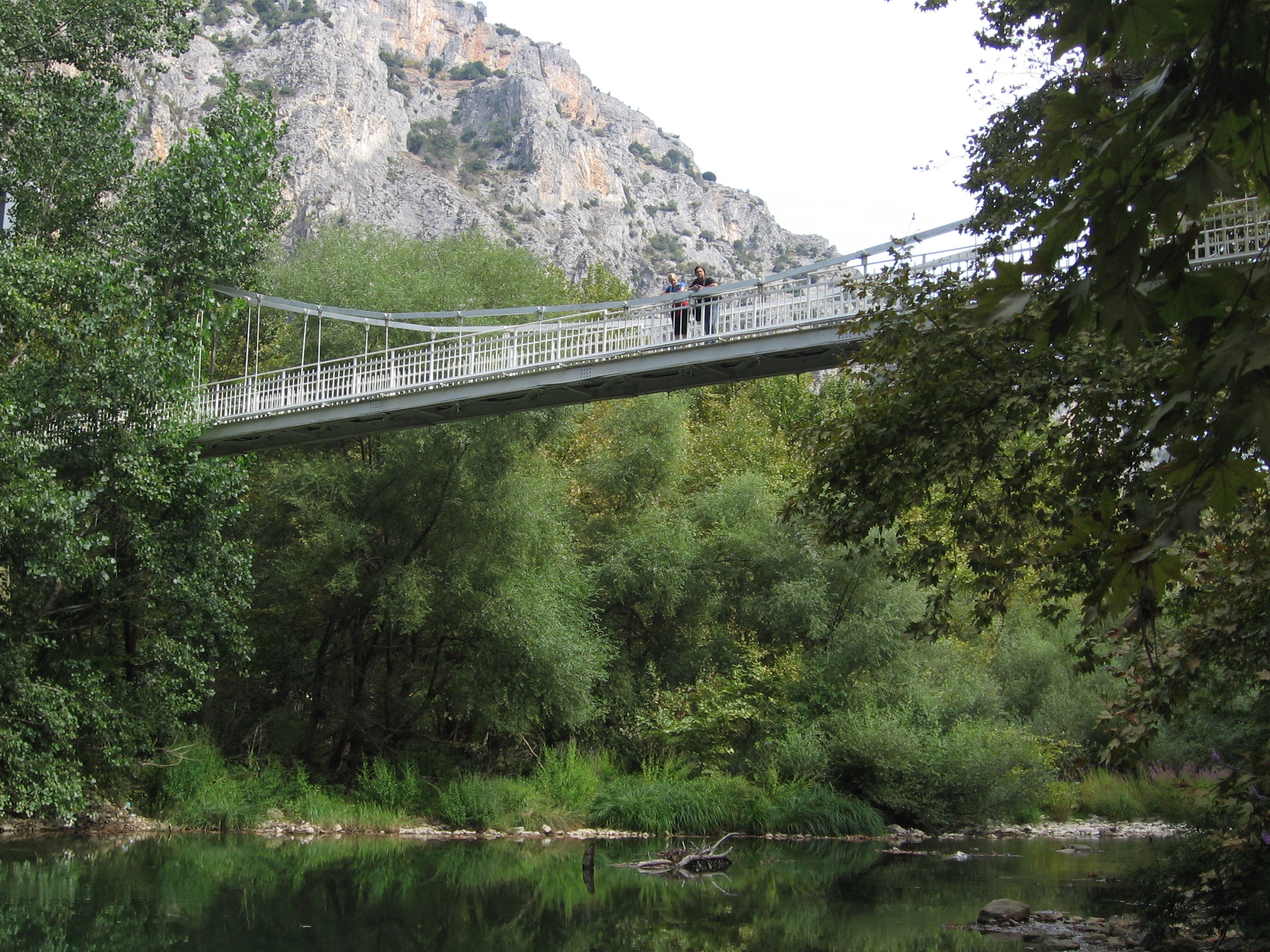
Hängebrücke über den Fluss zum Kloster
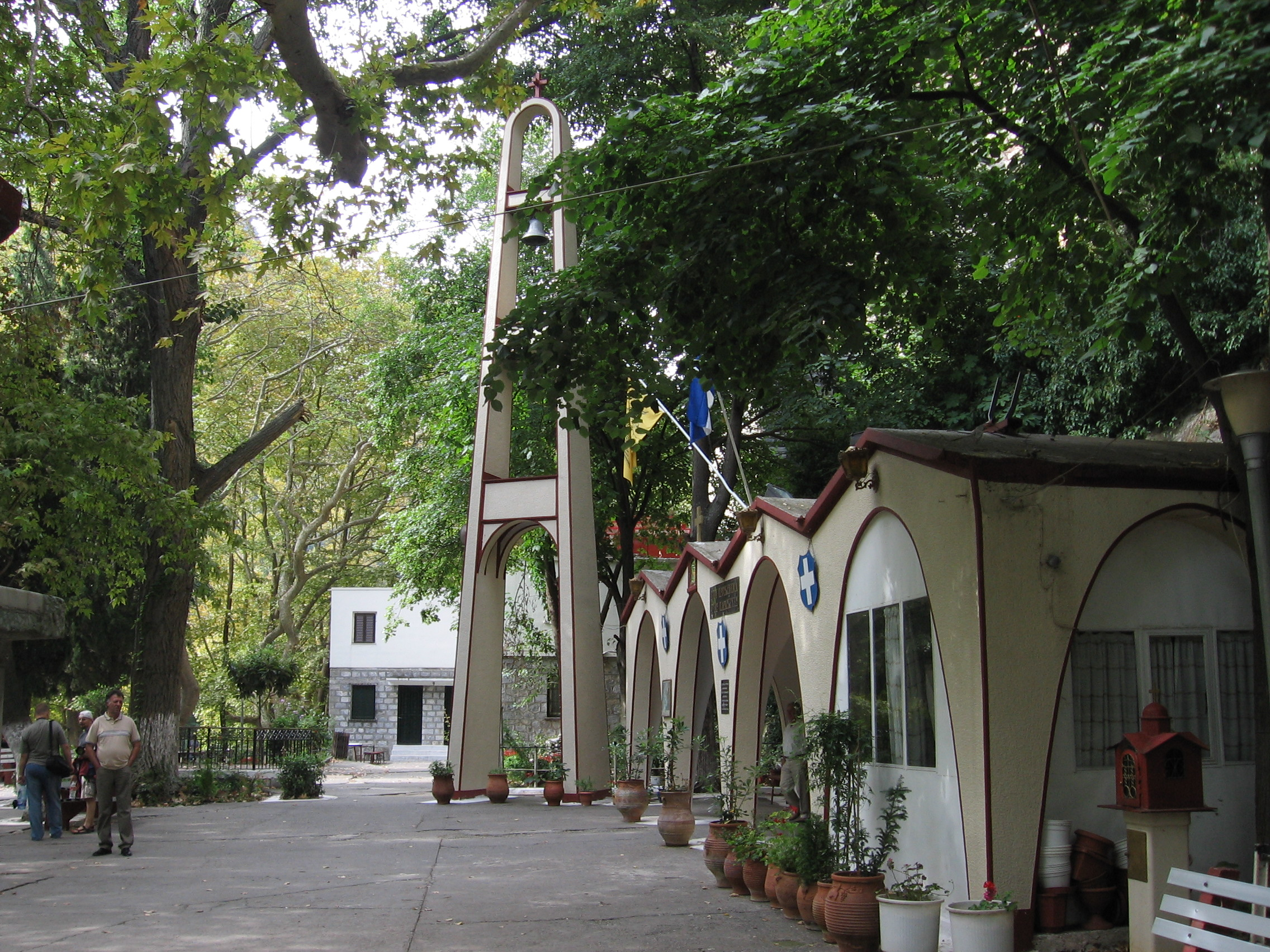
Agia Paraskevi